# Osser (Künisches Gebirge)
Der Osser, tschechisch: Ostrý, ist ein Berg am Kamm des Künischen Gebirges im Böhmerwald (Šumava) und hinteren Bayerischen Wald. Über den Gipfel verläuft die Staatsgrenze zwischen Deutschland und Tschechien.

## Beschreibung
Man unterscheidet zwischen dem unmittelbar an der Grenze gelegenen Großen Osser (1293 m) (Velký Ostrý) und dem westlich davon ganz in Bayern gelegenen Kleinen Osser (1266 m) (Malý Ostrý). Beide Gipfel liegen auf deutscher Seite und auch jeweils auf der Gemeindegrenze zwischen Lohberg im Südosten und Lam im Nordwesten. Wegen ihrer spitzen Form gelten beide Gipfel als einzigartig im Bayerischen Wald. Sie prägen die Kulisse des Lamer Winkels, der von den Orten Arrach, Lam und Lohberg gebildet wird. Der Osser liegt im Landkreis Cham und somit seit der Landkreisreform von 1972 im Regierungsbezirk Oberpfalz. Zuvor gehörte der Osser zum Landkreis Kötzting und damit zum Regierungsbezirk Niederbayern.
Die Tschechen bezeichnen den Osser auch liebevoll als „Brüste der Mutter Gottes“. Von den Einheimischen wird der Hausberg von Lam gern auch das „Matterhorn des Bayerwaldes“ genannt.

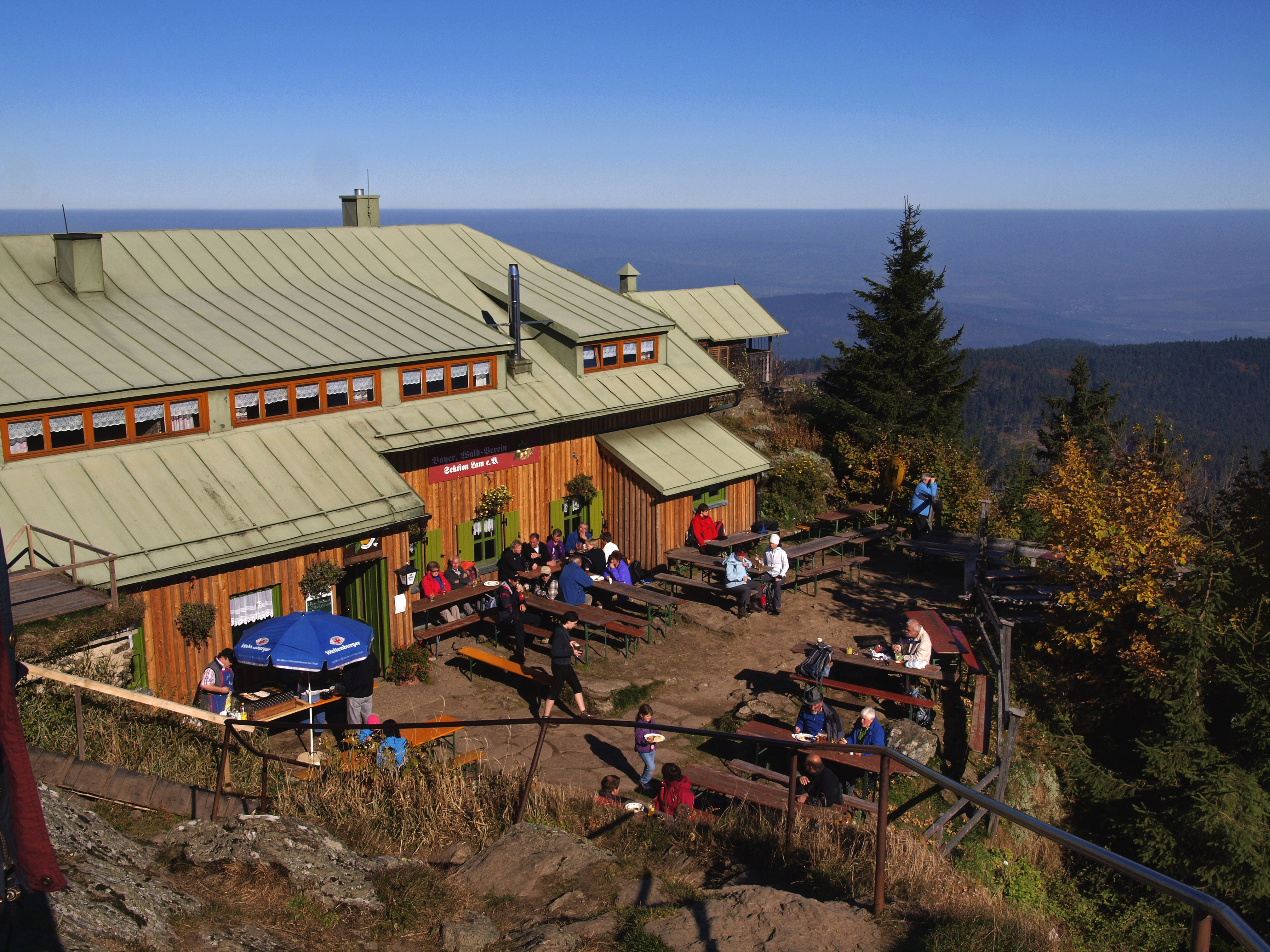
Osserschutzhaus „Haus Willmann“ auf dem Großen Osser.

Am Gipfel des Großen Osser befindet sich das in Bayern unmittelbar an der Grenze gelegene Osserschutzhaus „Albert-Willmann-Haus“ der Sektion Lam des Bayerischen Wald-Vereins, das während der Sommermonate bewirtschaftet wird und auch Übernachtungsmöglichkeiten anbietet. Die spitze Form des unmittelbar angrenzenden gelegenen Gipfels bedingt, dass man die letzten ca. 50 Höhenmeter leicht kletternd zurücklegen muss.

## Ausblick
Der Osser gilt als einer der schönsten Aussichtsberge im Böhmerwald. Vom Gipfel aus hat man einen weiten Blick nach Osten über den Böhmerwald, zum südlich gelegenen nahen Arber und bei guter Fernsicht sogar bis in die Alpen.

## Wege zum Gipfel
Ausgangspunkte für den Besuch des Berges sind Lohberg, Silbersbach, Lam, Lambach sowie Hamry na Šumavě ( Hammern). In Tschechien wird der Berg an der Flanke von einer rot markierten Hauptwanderroute tangiert. Die meisten Wege sind steil und steinig und somit nur trainierten Wanderern vorbehalten. Auf den Gipfel des kleinen Ossers führt ein markierter Steig bei dem Klettern im I. Schwierigkeitsgrad gefordert wird.

## Geschichte und Sagen
Der Name Osser ist nach neueren Forschungen keltischer Herkunft. Im 12. Jahrhundert wurde am Gipfel des Osser die Osserburg errichtet, die mittlerweile völlig zerstört ist.
Um den Osser ranken sich mehrere Märchen und Sagen. Die wohl beliebteste und bekannteste Sagenfigur ist der Osserriese mit seinen Geschichten. So erzählt man sich auch, dass es einmal einen dritten Gipfel gegeben haben soll.

## Geotope

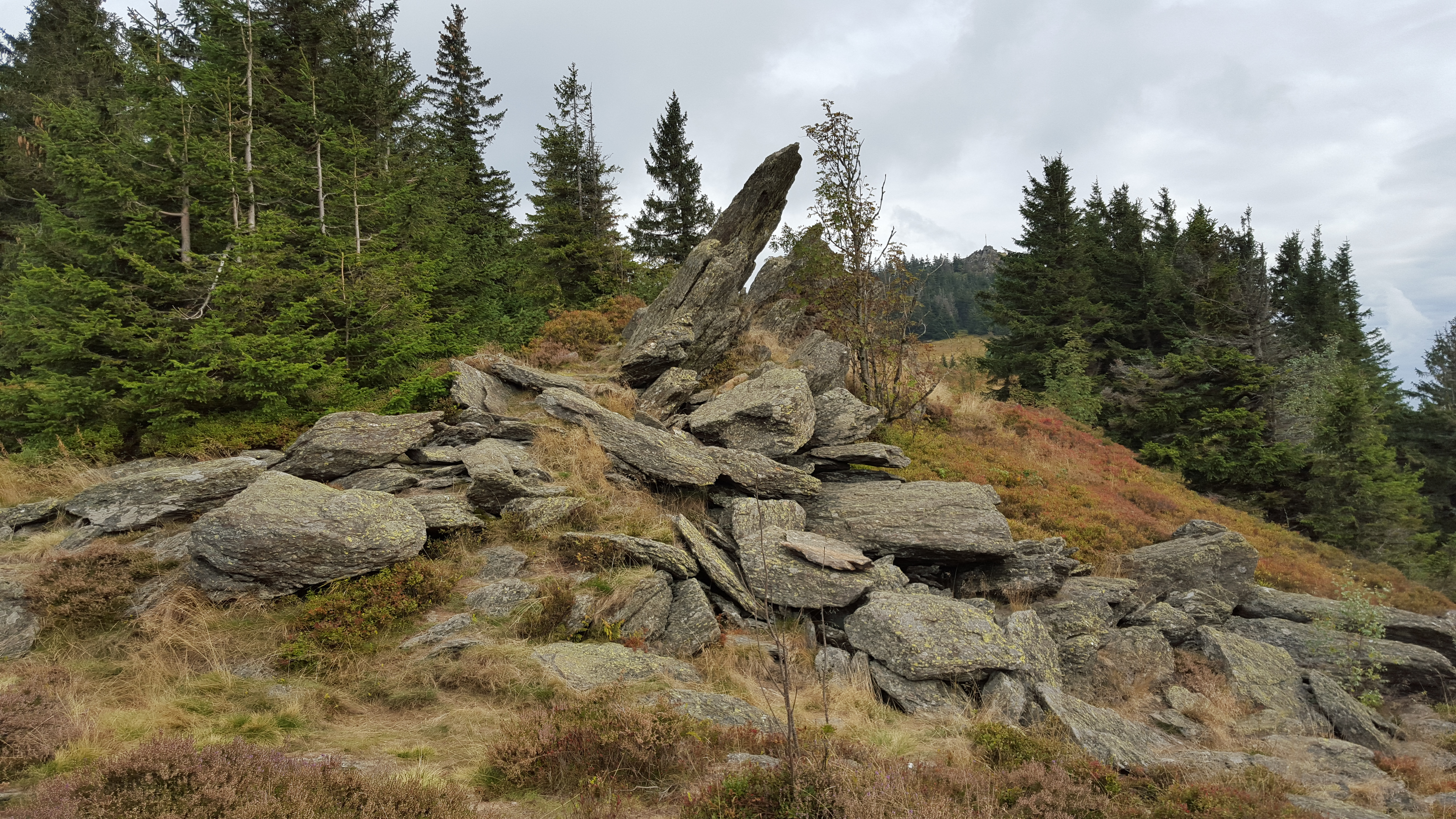
Osserwiese

### Ossersattel
Die markante Felsrippe des Ossersattels besteht aus dem sogenannten Osser-Quarzit, der hier stark verfaltet vorliegt. Neben Glimmerschiefern sind im Bereich des Künischen Gebirges, Quarzite verbreitet. Quarzite sind metamorphe Gesteine, die aus Sedimenten entstanden sind, die sehr reich an Quarzsand waren.
Der Ossersattel ist vom Bayerischen Landesamt für Umwelt (LfU) als geowissenschaftlich wertvolles Geotop (Geotop-Nummer: 372R009) ausgewiesen.

### Kleiner Osser
Der felsige Gipfelaufbau des Kleinen Osser besteht aus quarzreichen und stark verfalteten Glimmerschiefern. Die Felsklippen und die zahlreichen Blöcke sind Folge der verstärkten Verwitterung und des Abtrags unter den periglazialen Klimabedingungen der jüngsten Erdgeschichte.
Die Felsklippen sind vom LfU als geowissenschaftlich bedeutendes Geotop (Geotop-Nummer: 372R011) und Naturdenkmal ausgewiesen.

### Großer Osser
Die Felsklippen des Großen Osser bestehen aus quarzreichen, stark verfalteten Glimmerschiefern, die stellenweise zahlreiche Granate (bis 4 mm Durchmesser) enthalten.
Die Felsklippen sind vom LfU als geowissenschaftlich wertvolles Geotop (Geotop-Nummer: 372R010) ausgewiesen. Es wurde auch vom LfU mit dem offiziellen Gütesiegel Bayerns schönste Geotope ausgezeichnet.

## Geplantes Pumpspeicherwerk
Im Zusammenhang mit dem von den Bürgern von Lam abgelehnten Pumpspeicherwerk Johanneszeche sollte am Osser das Oberbecken errichtet werden und ein fast vier Kilometer langer Abschnitt der Druckleitung in einem vorhandenen Weg verlegt werden.